# Wolf-Dietrich Foerster
Wolf-Dietrich (Wolf-Dieter) Foerster (* 5. Dezember 1928 in Radolfzell am Bodensee; † 7. Januar 2021 ebenda) war ein deutscher Arzt, Grafiker und Maler.

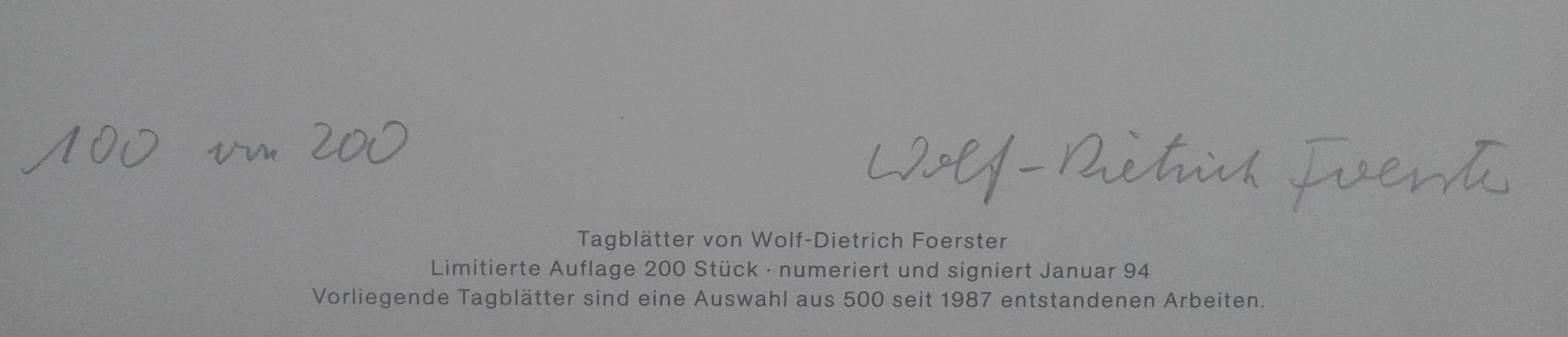
Wolf-Dietrich Foerster: Tagblätter (1994), Impressum mit Signatur

## Leben und Werk
Wolf-Dietrich Foerster wurde 1928 als erstes von sieben Kindern des Radolfzeller Arztes Hans Foerster (1894–1970) und dessen Frau Charlotte Peters (1903–1980) geboren. Sein Großvater war der Chemiker und Dendrologe Hans Foerster.
Foerster, dessen Schulzeit fast vollständig in die Zeit des Nationalsozialismus fiel, kam nach vier Jahren Volksschule in Radolfzell 1940 an die Internatsschule Schloss Salem, die er ohne Unterbrechung bis April 1945 besuchte. An der Schule wurde er Mitglied der Hitlerjugend und schloss u. a. Freundschaft mit dem späteren Bildhauer Klaus Schultze, den er bereits in der Unterstufe in Schloss Hohenfels bzw. am Hermannsberg (Hattenweiler) kennengelernt hatte. Mit diesem zählte Foerster zu den ersten sieben Schülerinnen und Schülern, die an die im Oktober 1945 wiedereröffnete Schule zurückkehrten. Im Januar 1949 machte Foerster in Salem Abitur und begann noch im selben Jahr ein Studium der Medizin an der Universität Tübingen. Das Physikum legte er an der Universität Freiburg ab und studierte danach in Basel und München. 1954/55 beendete er in Freiburg sein Studium mit dem Staatsexamen und wurde bei Joseph Schumacher mit einer medizinhistorischen Dissertation über den Freiburger Anatomen und Rassenanthropologen Alexander Ecker promoviert. Von 1956 bis 1959 arbeitete er als Assistenzarzt im Altonaer Kinderkrankenhaus und im Krankenhaus in Wedel. Im Jahr 1959 übernahm Foerster in Radolfzell die Praxis seines Vaters Hans Foerster und führte diese als Allgemeinmediziner und Praktischer Arzt bis zu seiner Pensionierung fort.
Bereits als Schüler zeigte sich Foersters künstlerisches Interesse, als er zu zeichnen begann und darüber Skizzenbücher führte. Während des Medizinstudiums entwickelte er zunehmendes Interesse an der Malerei, deren verschiedenste Techniken er sich als Autodidakt aneignete und die neben seinem Arztberuf zu einer gleichgewichtigen Beschäftigung wurde; Foerster selbst sprach in diesem Zusammenhang von seinem „Doppelberuf“. In Foersters künstlerischem Werk finden sich Ölmalerei, Radierungen, Gouachen, Monotypien und verschiedene Mischtechniken: Collagen mit eingearbeiteten Fundstücken aus Stoffen, Holz und Karton und Aquarelle, in die als graphische Elemente oftmals Texte – eigene Gedichte, Gedanken, Aphoristisches – eingeschrieben sind (Serie der „Tagblätter“). Die Anregungen zu vielen seiner Bilder kamen von Reisen und Auslandsaufenthalten: seit 1960 reiste Foerster jedes Jahr zu mehrwöchigen Aufenthalten nach Italien und Griechenland. Die dabei entstandenen Skizzen wurden jeweils nach der Rückkehr und im räumlichen Abstand zu den skizzierten Landschaften und Räumen in Ölbildern, Radierungen und Aquarellen zu einem „inneren Raum“ transformiert. Dies gilt insbesondere von Foersters Radierungen, zu denen Eindrücke in Griechenland und der Besuch der antiken Kultstätten wie Delphi, Epidauros und Patmos die Anregung gaben. Foerster selbst sah seine Malerei beeinflusst und inspiriert von Paul Klee: Im Bild Tagblatt 3/III/87 ist im umlaufenden Textband ein Zitat von Paul Klee zu lesen: „Ich habe mich nie um die Anderen gekümmert / Sondern einfach gearbeitet, ließ alles wachsen.“
Seit 1960 wurde Foerster als Maler und Grafiker durch zahlreiche Ausstellungsbeteiligungen bei Kunstausstellungen im Bodenseeraum bekannt, denen sich ab den 1970er Jahren Einzelausstellungen anschlossen; u. a. in Konstanz (1970, 1974), Brüssel (1977), Meran (1977), Berlin (1979) und Patmos (1991). Sie verhalfen dem „Arzt-Maler“ schließlich auch überregional zu einiger Bekanntheit.      
Das Verhältnis zwischen seiner naturheilkundlich ausgerichteten ärztlichen Tätigkeit und seinem Maler-Sein beschrieb er in den veröffentlichten Tagebuchauszügen und Interviews wie folgt:

„Mein Arzt-Sein und mein Maler-Sein stören einander nicht, sie haben denselben Urgrund. Dort soll das gestörte, äußerst komplizierte Zusammenspiel körperlicher Funktionen – die Krankheit – gebessert, vielleicht geheilt werden, und hier wird der Versuch unternommen, mittels Linie, Flächen und Farben ein Bild aus Bewusstem und Unbewusstem zu gestalten. Ordnende, regulierende, zum Tao hinführende Tätigkeit in beidem.“

Anlässlich von Retrospektiven seines Werkes in der Städtischen Kunstgalerie Villa Bosch, Radolfzell, 1994 und 2007 veröffentlichte Foerster in jeweils kleiner Auflage nummerierte und handsignierte Kunstbücher: Tagblätter (1994) und Bilder und Texte (2007), die einen repräsentativen Einblick in sein Werk und Kunstverständnis ermöglichen.
Seit 1980 engagierte sich Foerster zusammen mit seiner Frau in der Friedens- und Umweltbewegung; so trat er der Organisation Internationale Ärzte für die Verhütung des Atomkrieges (IPPNW) bei und war Mitglied im Internationalen Versöhnungsbund und in der Aktion der Christen für die Abschaffung der Folter (ACAT). 
Wolf-Dietrich Foerster starb 2021 im Alter von 92 Jahren in Radolfzell. Er war verheiratet mit Gundula Bischoff (1930–2019), einer Enkelin von Hans Wilhelm Carl Friedenthal, und hatte drei Kinder.

## Publikationen
- Alexander Ecker. Sein Leben und Wirken (= Johannes Vincke (Hrsg.): Beiträge zur Freiburger Wissenschafts- und Universitätsgeschichte. 27. Heft). Verlag Eberhard Albert Universitätsbuchhandlung, Freiburg im Breisgau 1963.
- Tagblätter. Selbstverlag des Künstlers, Radolfzell 1994. (Eine Auswahl aus 500 seit 1987 entstandenen Arbeiten.)
- Bilder und Texte. Selbstverlag des Künstlers, Radolfzell 2007.

## Werke (Auswahl)

### Ölbilder
- Arche, Öl, 1972
- Bei Siena, Öl, 1976
- Zante, Öl, 1977
- Mondnacht, Öl auf Karton, 1978
- Fine Stagione, Öl auf Karton, 1986

### Druckgrafik
- Drohender Brand oder Noch heile Welt, Monotypie, 1967
- Kreuzigung, Monotypie, 1968
- Belagerung, Monotypie, 1970
- Ferne Küste, Radierung, 1972
- Delphi, Radierung, 1972
- Vergina, Radierung, 1972
- Epidauros II, Radierung, 1974
- Monastirio Toplou, Radierung, 1974
- Patmos, Radierung, 1974
- Venedig , Radierung, 1978
- Bedrohte Welt, Radierung, 1983
- Monastirio Toplou, Monotypie, 1986

### Mischtechnik
- Farewell, Collage/Öl auf Hartfaserplatte, 1988
- Patmos, aus Leporello Tagblätter / Nachtblätter, Collage/Mischtechnik auf Papier, 1997
- Lido, Collage/Öl auf Hartfaserplatte, 2006

### Aquarelle
- Oberirdisch-Unterirdisch, Aquarell, 1979
- Im Revier, Feder/Aquarell, 1980
- Tagblatt 10/II/87, Feder/Aquarell, 1987
- Tagblatt 3/III/87, Feder/Aquarell, 1987
- Das Wunder des Purun Dagh, Feder/Aquarell auf Lumpen, 1993
- Der Träumer, Feder/Aquarell auf Lumpen, 1993
- Seltsamer Ort, Feder/Aquarell auf Lumpen, 1996
- Am Wasser I, Feder/Aquarell auf Lumpen, 2005
- Patmos, Aquarell, 2005